# هارولد ام. اسکیلز
هارولد ام. اسکیلز (انگلیسی: Harold M. Skeels؛ (زادهٔ ۱۹۰۱ مرگ ۱۹۷۰) یک روان‌شناس آمریکایی بود. تحقیقات او در درجه اول بر هوش انسان متمرکز بود.